# Sillago megacephalus
Sillago megacephalus es una especie de peces de la familia Sillaginidae en el orden de los Perciformes.

## Morfología
Los machos pueden llegar alcanzar los 15,8 cm de longitud total.

## Distribución geográfica
Se encuentra en Hainan ( China ).